# Mr. Mercedes
Mr. Mercedes – amerykański limitowany serial telewizyjny (dramat kryminalny) wyprodukowany przez David E. Kelley Productions, Nomadicfilm, Sonar Entertainment, oraz  Temple Hill Entertainment, który jest luźną adaptacją powieści Pan Mercedes autorstwa Stephena Kinga. Serial jest emitowany od 9 sierpnia 2017 roku przez Audience TV. Natomiast w Polsce serial jest emitowany od 1 grudnia 2017 roku na Canal +.

## Fabuła
Serial skupia się na emerytowanym detektywie Billu Hodges, którego prześladuje seryjny morderca.

## Obsada
- Brendan Gleeson jako detektyw Bill Hodges
- Harry Treadaway jako Brady Hartsfield[3]
- Jharrel Jerome jako Jerome Robinson[4]
- Mary-Louise Parker jako Janey Patterson[5]
- Justine Lupe jako Holly Gibney[6]
- Scott Lawrence jako detektyw Peter Dixon
- Kelly Lynch jako Deborah Hartsfield[7]
- Ann Cusack jako Olivia Trelawney
- Robert Stanton jako Anthony "Robi" Frobisher
- Holland Taylor jako Ida Silver[8]
- Breeda Wool jako Lou Linklatter[6]
- Katharine Houghton jako Elizabeth Wharton
- Makayla Lysiak jako Barbara Robinson

## Odcinki
| Sezon | Odcinki | Oryginalna emisja w Audience TV | Oryginalna emisja w Audience TV | Oryginalna emisja w Canal + | Oryginalna emisja w Canal + | Oryginalna emisja w Canal + |
| Sezon | Odcinki | Premiera sezonu                 | Finał sezonu                    | Premiera sezonu             | Finał sezonu                |                             |
| ----- | ------- | ------------------------------- | ------------------------------- | --------------------------- | --------------------------- | --------------------------- |
| 1     | 10      | 9 sierpnia 2017                 | 11 października 2017            | 1 grudnia 2017              | 29 grudnia 2017             |                             |
| 2     | 10      | 22 sierpnia 2018                | 24 października 2018            | 18 października 2018        | 15 listopada 2018           |                             |
| 3     | 10      | 10 września 2019                | 12 listopada 2019               | 7 listopada 2019            |                             |                             |

### Sezon 1 (2017)
| Nr | #  | Tytuł                                | Reżyseria   | Scenariusz                          | Premiera w Audience TV | Premiera w Canal + |
| -- | -- | ------------------------------------ | ----------- | ----------------------------------- | ---------------------- | ------------------ |
| 1  | 1  | Pilot                                | Jack Bender | David E. Kelley                     | 9 sierpnia 2017        | 1 grudnia 2017     |
| 2  | 2  | On Your Mark                         | Jack Bender | David E. Kelley                     | 16 sierpnia 2017       | 1 grudnia 2017     |
| 3  | 3  | Cloudy, With a Chance of Mayhem      | John Coles  | A. M. Homes                         | 23 sierpnia 2017       | 8 grudnia 2017     |
| 4  | 4  | Gods Who Fall                        | Jack Bender | Dennis Lehane                       | 30 sierpnia 2017       | 8 grudnia 2017     |
| 5  | 5  | The Suicide Hour                     | Jack Bender | Bryan Goluboff, Sophie Owens-Bender | 6 września 2017        | 15 grudnia 2017    |
| 6  | 6  | People in the Rain                   | Jack Bender | Dennis Lehane                       | 13 września 2017       | 15 grudnia 2017    |
| 7  | 7  | Willow Lake                          | Jack Bender | Sophie Owens-Bender                 | 20 września 2017       | 22 grudnia 2017    |
| 8  | 8  | From the Ashes                       | Laura Innes | Sophie Owens-Bender                 | 27 września 2017       | 22 grudnia 2017    |
| 9  | 9  | Ice Cream, You Scream, We All Scream | Kevin Hooks | Bryan Goluboff, Sophie Owens-Bender | 4 października 2017    | 29 grudnia 2017    |
| 10 | 10 | Jibber-Jibber Chicken Dinner         | Jack Bender | Dennis Lehane, Sophie Owens-Bender  | 11 października 2017   | 29 grudnia 2017    |

### Sezon 2 (2018)
| Nr | #  | Tytuł                            | Reżyseria    | Scenariusz                                       | Premiera w Audience TV | Premiera w Canal +   |
| -- | -- | -------------------------------- | ------------ | ------------------------------------------------ | ---------------------- | -------------------- |
| 11 | 1  | Missed You                       | Jack Bender  | Dennis Lehane                                    | 22 sierpnia 2018       | 18 października 2018 |
| 12 | 2  | Let's Go Roaming                 | Jack Bender  | David E. Kelley                                  | 29 sierpnia 2018       | 18 października 2018 |
| 13 | 3  | You Can Go Home Now              | Jack Bender  | Mike Batistick                                   | 5 września 2018        | 25 października 2018 |
| 14 | 4  | Motherboard                      | Jack Bender  | Samantha Stratton                                | 12 września 2018       | 25 października 2018 |
| 15 | 5  | Andale                           | Peter Weller | Alexis Deane, Sophie Owens-Bender                | 19 września 2018       | 1 listopada 2018     |
| 16 | 6  | Proximity                        | Laura Innes  | Bryan Goluboff, Alexis Deane                     | 26 września 2018       | 1 listopada 2018     |
| 17 | 7  | Fell On Black Days               | Jack Bender  | Samantha Stratton, Mike Batistick, Dennis Lehane | 3 października 2018    | 8 listopada 2018     |
| 18 | 8  | Nobody Puts Brady in a Crestmore | Jack Bender  | Samantha Stratton, Mike Batistick, Dennis Lehane | 10 października 2018   | 8 listopada 2018     |
| 19 | 9  | Walk Like a Man                  | Jack Bender  | Dennis Lehane, David E. Kelley                   | 17 października 2018   | 15 listopada 2018    |
| 20 | 10 | Fade to Blue                     | Jack Bender  |                                                  | 24 października 2018   | 15 listopada 2018    |

### Sezon 3 (2019)
| Nr | #  | Tytuł                    | Reżyseria        | Scenariusz                        | Premiera w Audience TV | Premiera w Canal + |
| -- | -- | ------------------------ | ---------------- | --------------------------------- | ---------------------- | ------------------ |
| 21 | 1  | No Good Deed             | Jack Bender      | David E. Kelley                   | 10 września 2019       | 7 listopada 2019   |
| 22 | 2  | Madness                  | Jack Bender      | David E. Kelley, Jonathan Shapiro | 17 września 2019       | 7 listopada 2019   |
| 23 | 3  | Love Lost                | Jack Bender      | David E. Kelley, Jonathan Shapiro | 24 września 2019       | 14 listopada 2019  |
| 24 | 4  | Trial and Terror         | Jack Bender      | David E. Kelley, Jonathan Shapiro | 1 października 2019    | 14 listopada 2019  |
| 25 | 5  | Great Balls of Fire      | Laura Innes D    | avid E. Kelley, Jonathan Shapiro  | 8 października 2019    | 21 listopada 2019  |
| 26 | 6  | Bad to Worse             | Jack Bender      | David E. Kelley, Jonathan Shapiro | 15 października 2019   | 21 listopada 2019  |
| 27 | 7  | The End of the Beginning | Jack Bender      | David E. Kelley, Jonathan Shapiro | 22 października 2019   | 28 listopada 2019  |
| 28 | 8  | Mommy Deadest            | Michael J. Leone | David E. Kelley, Jonathan Shapiro | 29 października 2019   | 28 listopada 2019  |
| 29 | 9  | Crunch Time              | Jack Bender      | David E. Kelley, Jonathan Shapiro | 5 listopada 2019       | 5 grudnia 2019     |
| 30 | 10 | Burning Man              |                  |                                   | 12 listopada 2019      | 12 grudnia 2019    |

## Produkcja
W październiku 2016 roku, poinformowano, że rolę Brady'a Hartsfield'a otrzymał Harry Treadaway. W połowie grudnia 2016 roku, ogłoszono, że Deborah Hartsfield zagra Kelly Lynch W kolejnym miesiącu poinformowano, że do obsady dołączyli:  Holland Taylor jako Ida Silver, Jharrel Jerome jako Jerome Robinson, Mary-Louise Parker jako Janey Patterson, Justine Lupe jako Holly Gibney oraz Breeda Wool jako Lou Linklatter.
11 października 2017 roku, stacja Audience TV ogłosiła zamówienie drugiego sezonu.
20 listopada 2018 roku, stacja Audience TV ogłosiła przedłużenie serialu o trzeci sezon.